# イルカイ・ギュンドアン
イルカイ・ギュンドアン（İlkay Gündoğan、1990年10月24日 - ）は、ドイツ・ゲルゼンキルヒェン出身のサッカー選手。マンチェスター・シティFC所属。元ドイツ代表。ポジションはミッドフィールダー。「ギュンドガン」と表記されることもある。
トルコ人の両親を持つトルコ系ドイツ人である。元々はトルコ国籍だった。

## クラブ経歴

### 幼少期
2005年からVfLボーフムのユースチームに所属し、18歳の2009年に1.FCニュルンベルクに移籍しトップチームデビューを果たす。2009年10月にはブンデスリーガ初アシストを、2010年2月には初ゴールをいずれもFCバイエルン・ミュンヘンとの対戦において決めている。

### ボルシア・ドルトムント

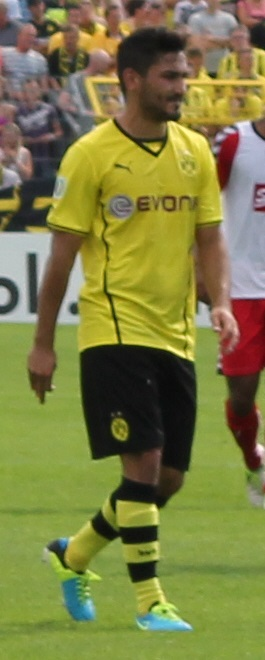
ドルトムントでプレーするギュンドアン

2011年5月5日、ボルシア・ドルトムントとの4年契約にサインした。移籍金は400万ユーロ。
2011-12シーズン、ボランチの主力として活躍した。2011年12月17日のSCフライブルク戦ではドルトムントでの最初のゴールを決め（試合は4対1で勝利）、2012年3月20日のDFBポカール準決勝グロイター・フュルト戦では120分にゴールを決めてチームの決勝進出に貢献した。また、5月12日の決勝バイエルン・ミュンヘン戦ではフル出場、開始3分で香川真司が先制点、香川が1ゴール1アシスト、ロベルト・レヴァンドフスキがハットトリックでチームは5対2で勝利、ブンデスリーガとカップ戦の国内2冠に輝いた。
2012-13シーズン、ギュンドアンは中心メンバーの1人としてチームのUEFAチャンピオンズリーグ進出に貢献、特にレアル・マドリードとの準決勝2試合のプレーは賞賛されている。 しかしながら、2013年5月25日にロンドンのウェンブリー・スタジアムで行われた決勝バイエルン・ミュンヘン戦ではギュンドアンが69分にPKを決め一度は追いついものの試合は2対1で敗れ、ドルトムント2回目のビッグイヤー獲得はならなかった。
2014年4月、新たにドルトムントと2016年までの契約を結び、2015年7月1日には2017年までの契約延長にサインした。

### マンチェスター・シティ
2016年6月2日、マンチェスター・シティFCに移籍することが発表された。契約期間は4年間。9月14日、怪我の影響で開幕戦から出遅れていたが、欧州CL第1節のボルシアMG戦で移籍後初出場を果たした。9月17日のボーンマス戦で移籍初ゴールを決めた。12月14日のワトフォード戦で負傷により交代を余儀なくされ、その怪我により残りの全試合を欠場する事となった。
2018年3月4日のチェルシー戦ではプレミアリーグ記録となる174本のパスと、167本のパス成功を記録した。
2019年8月、マンチェスター・シティと契約を更新、新たな4年契約にサインした。
2020年9月21日、COVID-19の検査で陽性となり、10日間の自己隔離が必要となった。 2020年12月15日、ホームで行われたプレミアリーグウェスト・ブロムウィッチ・アルビオン戦で2020-21シーズン初のゴールを決めた（試合は1対1の引き分け）。チャンピオンズリーグでは決勝に進出、アンカーの位置で起用されたが、全く機能せず、チームも0-1と敗れた。
2022年8月、フェルナンジーニョが退団したことにより新たな主将に選ばれた。2022-23シーズン、公式戦51試合に出場し11ゴールを挙げ、イングランドのクラブでは1998-99シーズンのマンチェスター・ユナイテッドに続く史上2度目の三冠達成に貢献し、特にFAカップ決勝での2ゴールなどシーズン最後の8試合で7ゴールを奪うなど、決定的な役割を果たした。

### バルセロナ
2023-24シーズン、FCバルセロナに2年契約で完全移籍することが発表された。リーグ戦5得点9アシストを記録した。

### マンチェスター・シティ復帰
2024年8月23日、マンチェスター・シティに1年ぶりに復帰した。契約期間は1年間。

## 代表経歴

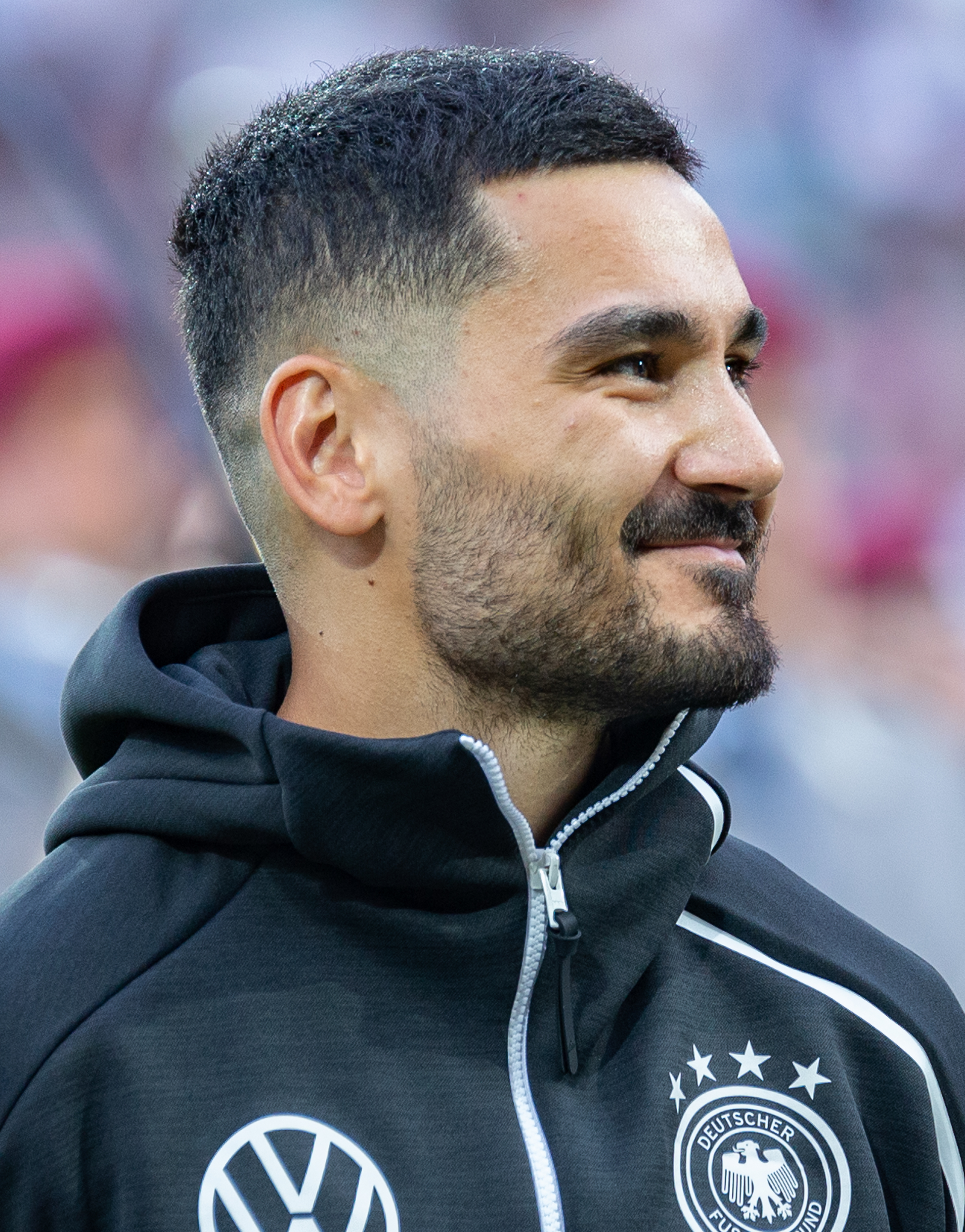
ドイツ代表でのギュンドアン (2019年)

ドイツ代表として2011年8月に初招集され、同年10月のUEFA EURO 2012予選ベルギー戦で初出場を果たした。ドイツ代表として出場する以前にはトルコ代表としての出場も可能であり、実際に招待もあったが、ドイツ代表でのプレーを選択した。
2013年3月26日の2014 FIFAワールドカップ・ヨーロッパ予選、カザフスタン戦で代表初得点を挙げた。だが2014 FIFAワールドカップ、UEFA EURO 2016は、怪我でドイツ代表メンバーには選出されなかった。
2018 FIFAワールドカップの代表メンバーには選出され、念願のワールドカップ出場が実現。しかし、本大会開催前の2018年5月、ロンドンを訪問していたトルコ大統領・レジェップ・タイイップ・エルドアンの元に、同じプレミアリーグでプレーするメスト・エジル、ジェンク・トスンと共に訪れ、記念撮影をしたことが、ドイツ国内で物議を醸すことになった。その後ドイツ代表でのプレシーズンマッチでは、エジルと共にブーイングを浴びせられ、本大会でも精彩を欠き、代表はまさかのグループリーグ敗退に終わった。
ワールドカップ欧州予選ではセルジュ・ニャブリと並んでチーム最多の5ゴールを挙げて、カタールでの本大会出場に貢献、ワールドカップ本大会ではグループリーグ初戦の日本戦でPKによる得点を挙げた。ところがチームは後半に堂安律と浅野拓磨のゴールで2点を奪われ逆転負けを喫した。
2023年9月9日にドイツで行われた日本とのW杯以来の再戦ではキャプテンを務めたものの、日本に4点を奪われてホームで衝撃的な完敗を喫した。
2024年、UEFA EURO 2024ではグループリーグ第2節のハンガリーとの対戦で1得点1アシストを記録して勝利に貢献した。
2024年8月20日、代表引退することを表明した。

## 人物・エピソード
- 2015年6月に来日し、16日に埼玉スタジアムで行われた2018 FIFAワールドカップ・アジア2次予選の日本代表vsシンガポール戦を観戦した。6月18日には日本のメディアに出演した。香川真司と仲が良く「一緒にいて楽しいし、大好き」とコメントした[29]。
- バレーボールのプロ選手で、トルコ女子代表のナズ・アイデミルはいとこ[30]。

## 個人成績

### クラブ
2022-23シーズン終了時点
| クラブ                 | シーズン | リーグ         | リーグ戦 | リーグ戦 | カップ戦 | カップ戦 | リーグ杯 | リーグ杯 | 国際大会 | 国際大会 | その他 | その他 | 合計 | 合計 |
| クラブ                 | シーズン | リーグ         | 出場     | 得点     | 出場     | 得点     | 出場     | 得点     | 出場     | 得点     | 出場   | 得点   | 出場 | 得点 |
| ---------------------- | -------- | -------------- | -------- | -------- | -------- | -------- | -------- | -------- | -------- | -------- | ------ | ------ | ---- | ---- |
| ニュルンベルク         | 2008–09  | 2. ブンデス    | 1        | 0        | 0        | 0        | -        | -        | -        | -        | 0      | 0      | 1    | 0    |
| ニュルンベルク         | 2009–10  | ブンデスリーガ | 22       | 1        | 2        | 1        | -        | -        | -        | -        | 2      | 1      | 26   | 3    |
| ニュルンベルク         | 2010–11  | ブンデスリーガ | 25       | 5        | 1        | 0        | -        | -        | -        | -        | 0      | 0      | 26   | 5    |
| ニュルンベルク         | 通算     | 通算           | 48       | 6        | 3        | 1        | -        | -        | -        | -        | 2      | 1      | 53   | 8    |
| ドルトムント           | 2011–12  | ブンデスリーガ | 28       | 3        | 5        | 1        | -        | -        | 2        | 0        | 1      | 0      | 36   | 4    |
| ドルトムント           | 2012–13  | ブンデスリーガ | 28       | 3        | 4        | 0        | -        | -        | 12       | 1        | 1      | 0      | 45   | 4    |
| ドルトムント           | 2013–14  | ブンデスリーガ | 1        | 0        | 1        | 0        | -        | -        | 0        | 0        | 1      | 1      | 3    | 1    |
| ドルトムント           | 2014–15  | ブンデスリーガ | 23       | 3        | 4        | 0        | -        | -        | 6        | 0        | 0      | 0      | 33   | 3    |
| ドルトムント           | 2015–16  | ブンデスリーガ | 25       | 1        | 5        | 1        | -        | -        | 10       | 1        | 0      | 0      | 40   | 3    |
| ドルトムント           | 通算     | 通算           | 105      | 10       | 19       | 2        | -        | -        | 30       | 2        | 3      | 1      | 157  | 15   |
| マンチェスター・シティ | 2016-17  | プレミアリーグ | 10       | 3        | 0        | 0        | 0        | 0        | 6        | 2        | 0      | 0      | 16   | 5    |
| マンチェスター・シティ | 2017-18  | プレミアリーグ | 30       | 4        | 3        | 0        | 6        | 0        | 9        | 2        | 0      | 0      | 48   | 6    |
| マンチェスター・シティ | 2018-19  | プレミアリーグ | 31       | 6        | 6        | 0        | 4        | 0        | 8        | 0        | 1      | 0      | 50   | 6    |
| マンチェスター・シティ | 2019-20  | プレミアリーグ | 31       | 2        | 4        | 1        | 5        | 0        | 9        | 2        | 1      | 0      | 50   | 5    |
| マンチェスター・シティ | 2020-21  | プレミアリーグ | 28       | 13       | 4        | 1        | 2        | 0        | 12       | 3        | 0      | 0      | 46   | 17   |
| マンチェスター・シティ | 2021-22  | プレミアリーグ | 27       | 8        | 4        | 2        | 1        | 0        | 10       | 0        | 1      | 0      | 43   | 10   |
| マンチェスター・シティ | 2022-23  | プレミアリーグ | 31       | 8        | 3        | 2        | 3        | 0        | 13       | 1        | 1      | 0      | 51   | 11   |
| マンチェスター・シティ | 通算     | 通算           | 188      | 44       | 24       | 6        | 21       | 0        | 67       | 10       | 4      | 0      | 304  | 60   |
| バルセロナ             | 2023-24  | ラ・リーガ     |          |          |          |          |          |          |          |          |        |        |      |      |
| バルセロナ             | 通算     |                |          |          |          |          |          |          |          |          |        |        |      |      |
| 総通算                 | 総通算   | 総通算         | 344      | 61       | 46       | 9        | 21       | 0        | 97       | 12       | 9      | 2      | 517  | 84   |

| クラブ         | シーズン | リーグ           | リーグ戦 | リーグ戦 | 合計 | 合計 |
| クラブ         | シーズン | リーグ           | 出場     | 得点     | 出場 | 得点 |
| -------------- | -------- | ---------------- | -------- | -------- | ---- | ---- |
| ボーフムⅡ      | 2008-09  | レギオナルリーガ | 2        | 1        | 2    | 1    |
| ドルトムントII | 2011-12  | レギオナルリーガ | 1        | 0        | 1    | 0    |
| 総通算         | 総通算   | 総通算           | 3        | 1        | 3    | 1    |

### 代表
出場大会
- ドイツ代表
  - 2012年 - UEFA EURO 2012（3位）
  - 2018年 - 2018 FIFAワールドカップ（グループステージ敗退）
  - 2018年 - UEFAネーションズリーグ2018-19
  - 2021年 - UEFA EURO 2020（ベスト16）
  - 2022年 - 2022 FIFAワールドカップ（グループステージ敗退）
  - 2024年 - UEFA EURO 2024

試合数
2024年6月23日現在
- 国際Aマッチ 79試合 19得点（2011年- ）[31]

| ドイツ代表 | 国際Aマッチ | 国際Aマッチ |
| 年         | 出場        | 得点        |
| ---------- | ----------- | ----------- |
| 2011       | 1           | 0           |
| 2012       | 3           | 0           |
| 2013       | 4           | 2           |
| 2015       | 8           | 2           |
| 2016       | 4           | 0           |
| 2017       | 2           | 0           |
| 2018       | 7           | 0           |
| 2019       | 8           | 3           |
| 2020       | 5           | 1           |
| 2021       | 12          | 6           |
| 2022       | 12          | 3           |
| 2023       | 7           | 1           |
| 2024       | 6           | 1           |
| 通算       | 79          | 19          |

得点
| #   | 開催日         | 開催地                                                         | 対戦国             | スコア | 結果 | 大会                                    |
| --- | -------------- | -------------------------------------------------------------- | ------------------ | ------ | ---- | --------------------------------------- |
| 1.  | 2013年3月26日  | フランケンシュタディオン                                       | カザフスタン       | 3-0    | 4-1  | 2014 FIFAワールドカップ予選             |
| 2.  | 2013年8月14日  | フリッツ・ヴァルター・シュタディオン                           | パラグアイ         | 1-2    | 3-3  | 親善試合                                |
| 3.  | 2015年6月13日  | エスタディオ・アルガルヴェ                                     | ジブラルタル       | 3-0    | 7-0  | UEFA EURO 2016予選                      |
| 4.  | 2015年9月7日   | ハムデン・パーク                                               | スコットランド     | 3-2    | 3-2  | UEFA EURO 2016予選                      |
| 5.  | 2019年6月11日  | コファス・アレーナ                                             | エストニア         | 4–0    | 8–0  | UEFA EURO 2020予選                      |
| 6.  | 2019年10月13日 | ア・ル・コック・アレーナ                                       | エストニア         | 1–0    | 3–0  | UEFA EURO 2020予選                      |
| 7.  | 2019年10月13日 | ア・ル・コック・アレーナ                                       | エストニア         | 2–0    | 3–0  | UEFA EURO 2020予選                      |
| 8.  | 2020年9月6日   | ザンクト・ヤコブ・パルク                                       | スイス             | 1–0    | 1–1  | UEFAネーションズリーグ2020-21           |
| 9.  | 2021年3月25日  | MSVアレーナ                                                    | アイスランド       | 3–0    | 3–0  | 2022 FIFAワールドカップ・ヨーロッパ予選 |
| 10. | 2021年3月31日  | MSVアレーナ                                                    | 北マケドニア       | 1–1    | 1–2  | 2022 FIFAワールドカップ・ヨーロッパ予選 |
| 11. | 2021年6月7日   | エスプリ・アレーナ                                             | ラトビア           | 2-0    | 7–1  | 親善試合                                |
| 12. | 2021年11月11日 | フォルクスワーゲン・アレーナ                                   | リヒテンシュタイン | 1-0    | 9-0  | 2022 FIFAワールドカップ・ヨーロッパ予選 |
| 13. | 2021年11月14日 | ワスゲン・サルキシャン・アンヴァン・ハンラペタカン・マルザダシ | アルメニア         | 2-0    | 4-1  | 2022 FIFAワールドカップ・ヨーロッパ予選 |
| 14. | 2021年11月14日 | ワスゲン・サルキシャン・アンヴァン・ハンラペタカン・マルザダシ | アルメニア         | 3-0    | 4-1  | 2022 FIFAワールドカップ・ヨーロッパ予選 |
| 15. | 2022年6月14日  | シュタディオン・イム・ボルシア・パルク                         | イタリア           | 2-0    | 5-2  | UEFAネーションズリーグ2022-23・リーグA  |
| 16. | 2022年9月26日  | ウェンブリー・スタジアム                                       | イングランド       | 1-0    | 3-3  | UEFAネーションズリーグ2022-23・リーグA  |
| 17. | 2022年11月23日 | ハリーファ国際スタジアム                                       | 日本               | 1-0    | 1–2  | 2022 FIFAワールドカップ                 |
| 18. | 2023年10月14日 | イーストハートフォード、プラット&ホワットニー・スタジアム      | アメリカ合衆国     | 1-1    | 3-1  | 親善試合                                |

## タイトル

### クラブ
ボルシア・ドルトムント
- ブンデスリーガ：1回 (2011-12)
- DFBポカール：1回 (2011-12)
- DFLスーパーカップ：2回 (2013, 2014)

マンチェスター・シティFC
- プレミアリーグ：5回 (2017-18, 2018-19, 2020-21, 2021-22, 2022-23)
- FAカップ：2回 (2018-19, 2022-23)
- EFLカップ：3回 (2017-18, 2018-19, 2019-20)
- コミュニティ・シールド：2回 (2018, 2019)
- UEFAチャンピオンズリーグ：1回 (2022-23)

### 個人
- PFA年間ベストイレブン：2020-21